# Michael Arroyo
Michael Antonio Arroyo Mina (Guayaquil, Ecuador, 23 de abril de 1987) es un futbolista ecuatoriano. Se desempeña como centrocampista o delantero y su equipo actual es el espartanos de la Segunda Categoría de Ecuador.

## Trayectoria
Se inició como futbolista en las divisiones menores y fue entrenado en la escuela de fútbol del Club Sport Emelec de Guayaquil y en el 2005 debutó en Primera División. Su mejor temporada fue la del 2006, donde logró ser titular la mayor parte del año y ser pieza fundamental del esquema de su club.
En el 2009 es contratado por el Deportivo Quito, donde debuta en el Campeonato Nacional con dos goles ante la LDU de Portoviejo.
En 2010 llega al San Luis FC, equipo de la Primera División Nacional de México, donde luego es transferido al CF Atlante club que compra todos sus derechos federativos.
Finalmente tras los deseos del jugador de volver a Ecuador, a mediados del 2012 es fichado por el Barcelona de Guayaquil cedido por 1 año y con opción a compra, a su llegada al ídolo declaró lo siguiente: “Estoy contento de llegar a un equipo grande como Barcelona, que está jugando cosas importantes a nivel nacional e internacional, vengo para ser campeón”. Su debut se produjo frente a su exequipo el Emelec, ingresando en el segundo tiempo en reemplazo de Michael Jackson Quiñonez, anotó sus primeros goles frente a Cobreloa correspondiente a la Copa Sudamericana.
Para el clausura 2014, regresó a jugar con el club dueño de sus derechos federativos, el CF Atlante, así lo confirmó José Antonio García, presidente ejecutivo del Atlante.
Tras varias especulaciones acerca de su futuro, finalmente el 15 de julio de 2014, se oficializó el traspaso de Arroyo al Club América procedente del CF Atlante.
Fue campeón con el Club América en el Apertura 2014 de la Liga MX, en donde logró anotar el primer gol del juego de vuelta en la final. Consiguió la Concacaf Liga Campeones 2014-15 y en la edición 2015-16 repitió el título con una gran actuación individual, marcando 5 goles, incluido uno en partido de vuelta de la final.
Después de que terminó su contrato con el Club América de México, se vincula con el Grêmio de Porto Alegre firmando por dos temporadas y media, pero sin tener oportunidad jugando apenas siete partidos con el primer equipo. Al ver que no tendría espacio en el plantel, decide salir.
Para el 2018 es fichado nuevamente por Barcelona SC, firmando por dos temporadas y debutando oficialmente en el Campeonato Ecuatoriano en el partido ante Independiente del Valle, logrando apenas un empate en condición de local. La afición torera había esperado mucho por su regreso. Marcó un gol de tiro libre a 30 metros de distancia frente a la Universidad Católica en la victoria de 2 por 3 en Quito.

## Selección nacional
Fue seleccionado juvenil en el Campeonato Sudamericano Sub-20 de 2007 que se llevó a cabo en Paraguay, y posteriormente participó regularmente en las eliminatorias para las Copas del Mundo de 2010 y 2014.
El 13 de mayo de 2014 el técnico de la selección ecuatoriana, Reinaldo Rueda incluyó a Arroyo en la lista preliminar de 30 jugadores que representarán a Ecuador en la Copa Mundial de Fútbol de 2014. Fue confirmado en la nómina definitiva de 23 jugadores el 2 de junio.
También participó en la tricolor en el proceso clasificatorio Rusia 2018 y la Copa América 2016, tras la eliminación de la tricolor en el Mundial 2018, no fue tomado en cuenta por el Bolillo Gomez en los amistosos 2018 y la Copa América 2019, por bajo rendimiento y al no tener equipo, tampoco fue convocado por Jorge Celico en los últimos amistosos 2019 o Gustavo Alfaro en la eliminatorias Catar 2022. 
Su último partido en la tricolor fue en la penúltima fecha de las eliminatorias Rusia 2018, jugado con Chile, donde sería expulsado con tarjeta roja.

### Participaciones en fases eliminatorias
| Torneo                        | Categoría | Sede     | Resultado     | Partidos | Goles |
| ----------------------------- | --------- | -------- | ------------- | -------- | ----- |
| Clasificación Mundial de 2014 | Absoluta  | Conmebol | Cuarto puesto | 3        | 0     |
| Clasificación Mundial de 2018 | Absoluta  | Conmebol | Octavo puesto | 5        | 1     |

### Participaciones en fases finales
| Torneo                          | Categoría | Sede           | Resultado        | Partidos | Goles |
| ------------------------------- | --------- | -------------- | ---------------- | -------- | ----- |
| Campeonato Sudamericano de 2007 | Sub-20    | Paraguay       | Primera fase     | 4        | 1     |
| Copa América de 2011            | Absoluta  | Argentina      | Primera fase     | 3        | 0     |
| Copa Mundial de Fútbol de 2014  | Absoluta  | Brasil         | Primera fase     | 3        | 0     |
| Copa América de 2016            | Absoluta  | Estados Unidos | Cuartos de final | 1        | 1     |

### Partidos internacionales
Actualizado al último partido jugado el 11 de junio de 2022.
| \| N.° \| Fecha \| Ciudad \| Rival \| Resultado \| Resultado \| Competencia \| \| --- \| ------------------------ \| -------------- \| -------------- \| --------- \| --------- \| ------------------------------------ \| \| 1. \| 7 de mayo de 2010 \| Nueva Jersey \| México \| 0-0 \| Empate \| Amistoso \| \| 2. \| 16 de mayo de 2010 \| Seúl \| Corea del Sur \| 0-2 \| Derrota \| Amistoso \| \| 3. \| 4 de septiembre de 2010 \| Zapopan \| México \| 2-1 \| Victoria \| Amistoso \| \| 4. \| 7 de septiembre de 2010 \| Barquisimeto \| Venezuela \| 0-1 \| Derrota \| Amistoso \| \| 5. \| 8 de octubre de 2010 \| Nueva York \| Colombia \| 0-1 \| Derrota \| Amistoso \| \| 6. \| 12 de octubre de 2010 \| Montreal \| Polonia \| 2-2 \| Empate \| Amistoso \| \| 7. \| 17 de noviembre de 2010 \| Quito \| Venezuela \| 4-1 \| Victoria \| Amistoso \| \| 8. \| 11 de febrero de 2011 \| La Ceiba \| Honduras \| 1-1 \| Empate \| Amistoso \| \| 9. \| 28 de mayo de 2011 \| Seattle \| México \| 1-1 \| Empate \| Amistoso \| \| 10. \| 1 de junio de 2011 \| Toronto \| Canadá \| 2-2 \| Empate \| Amistoso \| \| 11. \| 7 de junio de 2011 \| Nueva York \| Grecia \| 1-1 \| Empate \| Amistoso \| \| 12. \| 3 de julio de 2011 \| Santa Fe \| Paraguay \| 0-0 \| Empate \| Copa América 2011 \| \| 13. \| 9 de julio de 2011 \| Salta \| Venezuela \| 0-1 \| Derrota \| Copa América 2011 \| \| 14. \| 13 de julio de 2011 \| Córdoba \| Brasil \| 2-4 \| Derrota \| Copa América 2011 \| \| 15. \| 7 de octubre de 2011 \| Quito \| Venezuela \| 2-0 \| Victoria \| Eliminatorias al Mundial Brasil 2014 \| \| 16. \| 11 de octubre de 2011 \| Nueva Jersey \| Estados Unidos \| 1-0 \| Victoria \| Amistoso \| \| 17. \| 7 de septiembre de 2012 \| Quito \| Bolivia \| 1-0 \| Victoria \| Eliminatorias al Mundial Brasil 2014 \| \| 18. \| 16 de octubre de 2012 \| Puerto la Cruz \| Venezuela \| 1-1 \| Empate \| Eliminatorias al Mundial Brasil 2014 \| \| 19. \| 14 de agosto de 2013 \| Guayaquil \| España \| 0-2 \| Derrota \| Amistoso \| \| 20. \| 4 de junio de 2014 \| Miami \| Inglaterra \| 2-2 \| Empate \| Amistoso \| \| 21. \| 15 de junio de 2014 \| Brasilia \| Suiza \| 1-2 \| Derrota \| Mundial 2014 Brasil \| \| 22. \| 25 de junio de 2014 \| Río de Janeiro \| Francia \| 0-0 \| Empate \| Mundial 2014 Brasil \| \| 23. \| 8 de septiembre de 2015 \| Quito \| Honduras \| 2-0 \| Victoria \| Amistoso \| \| 24. \| 24 de marzo de 2016 \| Quito \| Paraguay \| 2-2 \| Empate \| Eliminatorias al Mundial Rusia 2018 \| \| 25. \| 29 de marzo de 2016 \| Barranquilla \| Colombia \| 1-3 \| Derrota \| Eliminatorias al Mundial Rusia 2018 \| \| 26. \| 25 de mayo de 2016 \| Dallas \| Estados Unidos \| 0-1 \| Derrota \| Amistoso \| \| 27. \| 16 de junio de 2016 \| Seattle \| Estados Unidos \| 1-2 \| Derrota \| Copa América Centenario \| \| 28. \| 16 de septiembre de 2016 \| Quito \| Brasil \| 0-3 \| Derrota \| Eliminatorias al Mundial Rusia 2018 \| \| 29. \| 6 de septiembre de 2016 \| Lima \| Perú \| 1-2 \| Derrota \| Eliminatorias al Mundial Rusia 2018 \| \| 30. \| 5 de octubre de 2017 \| Santiago \| Chile \| 1-2 \| Derrota \| Eliminatorias al Mundial Rusia 2018 \| |                          |                |                |           |           |                                      |
| N.° | Fecha                    | Ciudad         | Rival          | Resultado | Resultado | Competencia                          |
| 1. | 7 de mayo de 2010        | Nueva Jersey   | México         | 0-0       | Empate    | Amistoso                             |
| 2. | 16 de mayo de 2010       | Seúl           | Corea del Sur  | 0-2       | Derrota   | Amistoso                             |
| 3. | 4 de septiembre de 2010  | Zapopan        | México         | 2-1       | Victoria  | Amistoso                             |
| 4. | 7 de septiembre de 2010  | Barquisimeto   | Venezuela      | 0-1       | Derrota   | Amistoso                             |
| 5. | 8 de octubre de 2010     | Nueva York     | Colombia       | 0-1       | Derrota   | Amistoso                             |
| 6. | 12 de octubre de 2010    | Montreal       | Polonia        | 2-2       | Empate    | Amistoso                             |
| 7. | 17 de noviembre de 2010  | Quito          | Venezuela      | 4-1       | Victoria  | Amistoso                             |
| 8. | 11 de febrero de 2011    | La Ceiba       | Honduras       | 1-1       | Empate    | Amistoso                             |
| 9. | 28 de mayo de 2011       | Seattle        | México         | 1-1       | Empate    | Amistoso                             |
| 10. | 1 de junio de 2011       | Toronto        | Canadá         | 2-2       | Empate    | Amistoso                             |
| 11. | 7 de junio de 2011       | Nueva York     | Grecia         | 1-1       | Empate    | Amistoso                             |
| 12. | 3 de julio de 2011       | Santa Fe       | Paraguay       | 0-0       | Empate    | Copa América 2011                    |
| 13. | 9 de julio de 2011       | Salta          | Venezuela      | 0-1       | Derrota   | Copa América 2011                    |
| 14. | 13 de julio de 2011      | Córdoba        | Brasil         | 2-4       | Derrota   | Copa América 2011                    |
| 15. | 7 de octubre de 2011     | Quito          | Venezuela      | 2-0       | Victoria  | Eliminatorias al Mundial Brasil 2014 |
| 16. | 11 de octubre de 2011    | Nueva Jersey   | Estados Unidos | 1-0       | Victoria  | Amistoso                             |
| 17. | 7 de septiembre de 2012  | Quito          | Bolivia        | 1-0       | Victoria  | Eliminatorias al Mundial Brasil 2014 |
| 18. | 16 de octubre de 2012    | Puerto la Cruz | Venezuela      | 1-1       | Empate    | Eliminatorias al Mundial Brasil 2014 |
| 19. | 14 de agosto de 2013     | Guayaquil      | España         | 0-2       | Derrota   | Amistoso                             |
| 20. | 4 de junio de 2014       | Miami          | Inglaterra     | 2-2       | Empate    | Amistoso                             |
| 21. | 15 de junio de 2014      | Brasilia       | Suiza          | 1-2       | Derrota   | Mundial 2014 Brasil                  |
| 22. | 25 de junio de 2014      | Río de Janeiro | Francia        | 0-0       | Empate    | Mundial 2014 Brasil                  |
| 23. | 8 de septiembre de 2015  | Quito          | Honduras       | 2-0       | Victoria  | Amistoso                             |
| 24. | 24 de marzo de 2016      | Quito          | Paraguay       | 2-2       | Empate    | Eliminatorias al Mundial Rusia 2018  |
| 25. | 29 de marzo de 2016      | Barranquilla   | Colombia       | 1-3       | Derrota   | Eliminatorias al Mundial Rusia 2018  |
| 26. | 25 de mayo de 2016       | Dallas         | Estados Unidos | 0-1       | Derrota   | Amistoso                             |
| 27. | 16 de junio de 2016      | Seattle        | Estados Unidos | 1-2       | Derrota   | Copa América Centenario              |
| 28. | 16 de septiembre de 2016 | Quito          | Brasil         | 0-3       | Derrota   | Eliminatorias al Mundial Rusia 2018  |
| 29. | 6 de septiembre de 2016  | Lima           | Perú           | 1-2       | Derrota   | Eliminatorias al Mundial Rusia 2018  |
| 30. | 5 de octubre de 2017     | Santiago       | Chile          | 1-2       | Derrota   | Eliminatorias al Mundial Rusia 2018  |

### Goles internacionales
| \| N.° \| Fecha \| Lugar \| Rival \| Gol \| Resultado \| Resultado \| Competición \| \| --- \| ------------------- \| --------------------------------------------------- \| -------------- \| --- \| --------- \| --------- \| -------------------------- \| \| 1. \| 28 de mayo de 2011 \| Qwest Field, Seattle, Estados Unidos \| México \| 1–1 \| 1–1 \| Empate \| Amistoso \| \| 2. \| 1 de junio de 2011 \| BMO Field, Toronto, Canadá \| Canadá \| 2–1 \| 2–2 \| Empate \| Amistoso \| \| 3. \| 4 de junio de 2014 \| Sun Life Stadium, Miami, Estados Unidos \| Inglaterra \| 2–2 \| 2–2 \| Empate \| Amistoso \| \| 4. \| 29 de marzo de 2016 \| Estadio Metropolitano R. M., Barranquilla, Colombia \| Colombia \| 1–3 \| 1–3 \| Derrota \| Eliminatorias Mundial 2018 \| \| 5. \| 16 de junio de 2016 \| CenturyLink Field, Seattle, Estados Unidos \| Estados Unidos \| 1–2 \| 1–2 \| Derrota \| Copa América Centenario \| |                     |                                                     |                |     |           |           |                            |
| N.° | Fecha               | Lugar                                               | Rival          | Gol | Resultado | Resultado | Competición                |
| 1. | 28 de mayo de 2011  | Qwest Field, Seattle, Estados Unidos                | México         | 1–1 | 1–1       | Empate    | Amistoso                   |
| 2. | 1 de junio de 2011  | BMO Field, Toronto, Canadá                          | Canadá         | 2–1 | 2–2       | Empate    | Amistoso                   |
| 3. | 4 de junio de 2014  | Sun Life Stadium, Miami, Estados Unidos             | Inglaterra     | 2–2 | 2–2       | Empate    | Amistoso                   |
| 4. | 29 de marzo de 2016 | Estadio Metropolitano R. M., Barranquilla, Colombia | Colombia       | 1–3 | 1–3       | Derrota   | Eliminatorias Mundial 2018 |
| 5. | 16 de junio de 2016 | CenturyLink Field, Seattle, Estados Unidos          | Estados Unidos | 1–2 | 1–2       | Derrota   | Copa América Centenario    |

## Estadísticas

### Clubes
Actualizado al último partido jugado el 26 de septiembre de 2020.
| Club | Div.          | Temporada     | Liga  | Liga  | Copas nacionales(1) | Copas nacionales(1) | Copas internacionales(2) | Copas internacionales(2) | Total | Total | Media goleadora(3) |
| Club | Div.          | Temporada     | Part. | Goles | Part.               | Goles               | Part.                    | Goles                    | Part. | Goles | Media goleadora(3) |
| --- | ------------- | ------------- | ----- | ----- | ------------------- | ------------------- | ------------------------ | ------------------------ | ----- | ----- | ------------------ |
| C. S. Emelec · Ecuador |               |               |       |       |                     |                     |                          |                          |       |       |                    |
| 1ª | 2005          | 10            | 0     | —     | —                   | —                   | —                        | 10                       | 0     | 0.00  |                    |
| 1ª | 2006          | 28            | 1     | —     | —                   | —                   | —                        | 28                       | 1     | 0.03  |                    |
| 1ª | 2007          | 19            | 0     | —     | —                   | 5                   | 1                        | 24                       | 1     | 0.04  |                    |
| 1ª | 2008          | 16            | 3     | —     | —                   | —                   | —                        | 16                       | 3     | 0.18  |                    |
| Total club | Total club    | 73            | 4     | 0     | 0                   | 5                   | 1                        | 78                       | 5     | 0.06  |                    |
| S. D. Quito · Ecuador |               |               |       |       |                     |                     |                          |                          |       |       |                    |
| 1ª | 2009          | 27            | 10    | —     | —                   | 0                   | 0                        | 27                       | 10    | 0.37  |                    |
| 1ª | 2010          | 15            | 4     | —     | —                   | 6                   | 1                        | 21                       | 5     | 0.23  |                    |
| Total club | Total club    | 42            | 14    | 0     | 0                   | 6                   | 1                        | 48                       | 15    | 0.31  |                    |
| San Luis F. C. · México |               |               |       |       |                     |                     |                          |                          |       |       |                    |
| 1ª | 2010-11       | 30            | 5     | —     | —                   | 6                   | 3                        | 36                       | 8     | 0.22  |                    |
| 1ª | 2011          | 12            | 4     | —     | —                   | —                   | —                        | 12                       | 4     | 0.33  |                    |
| Total club | Total club    | 42            | 9     | 0     | 0                   | 6                   | 3                        | 48                       | 12    | 0.25  |                    |
| C. F. Atlante · México |               |               |       |       |                     |                     |                          |                          |       |       |                    |
| 1ª | 2012          | 16            | 4     | —     | —                   | —                   | —                        | 16                       | 4     | 0.25  |                    |
| 1ª | 2014          | 16            | 8     | 0     | 0                   | —                   | —                        | 16                       | 8     | 0.50  |                    |
| Total club | Total club    | 32            | 12    | 0     | 0                   | 0                   | 0                        | 32                       | 12    | 0.37  |                    |
| Barcelona S. C. · Ecuador |               |               |       |       |                     |                     |                          |                          |       |       |                    |
| 1ª | 2012          | 13            | 6     | —     | —                   | 4                   | 2                        | 17                       | 8     | 0.47  |                    |
| 1ª | 2013          | 36            | 11    | —     | —                   | 7                   | 2                        | 43                       | 13    | 0.30  |                    |
| 1ª | 2018          | 25            | 8     | 0     | 0                   | 0                   | 0                        | 25                       | 8     | 0.32  |                    |
| Total club | Total club    | 74            | 25    | 0     | 0                   | 11                  | 4                        | 85                       | 29    | 0.34  |                    |
| C. América · México |               |               |       |       |                     |                     |                          |                          |       |       |                    |
| 1ª | 2014-15       | 38            | 5     | 1     | 0                   | 6                   | 1                        | 45                       | 6     | 0.13  |                    |
| 1ª | 2015-16       | 36            | 6     | —     | —                   | 9                   | 5                        | 45                       | 11    | 0.24  |                    |
| 1ª | 2016-17       | 31            | 5     | 8     | 4                   | 3                   | 1                        | 42                       | 10    | 0.23  |                    |
| Total club | Total club    | 105           | 16    | 9     | 4                   | 18                  | 7                        | 132                      | 27    | 0.20  |                    |
| Grêmio · Brasil |               |               |       |       |                     |                     |                          |                          |       |       |                    |
| 1ª | 2017          | 2             | 0     | 0     | 0                   | 0                   | 0                        | 2                        | 0     | 0.00  |                    |
| Total club | Total club    | 2             | 0     | 0     | 0                   | 0                   | 0                        | 2                        | 0     | 0.00  |                    |
| Barcelona S. C · Ecuador |               |               |       |       |                     |                     |                          |                          |       |       |                    |
| 1ª | 2020          | 9             | 1     | 0     | 0                   | 2                   | 0                        | 11                       | 1     | 0.14  |                    |
| Total club | Total club    | 9             | 1     | 0     | 0                   | 2                   | 0                        | 11                       | 1     | 0.14  |                    |
| Naranja Mekánica · Ecuador | 3ª            | 2023          | 0     | 0     | 0                   | 0                   | 0                        | 0                        | 0     | 0     | 0.00               |
| Naranja Mekánica · Ecuador | Total club    | Total club    | 0     | 0     | 0                   | 0                   | 0                        | 0                        | 0     | 0     | 0.00               |
| Naranja Mekánica · Ecuador | Total carrera | Total carrera | 380   | 81    | 9                   | 4                   | 48                       | 16                       | 437   | 101   | 0.23               |
| (1) Incluye datos de Copa México (2014-17); Campeón de Campeones (2015); Copa de Brasil (2017); Copa Ecuador (2018). (2) Incluye datos de Copa Libertadores (2007-17); Copa Sudamericana (2012-18); Liga de Campeones de la Concacaf (2014-16); Copa Mundial de Clubes (2015, 2016). (3) No incluye datos de partidos amistosos. |               |               |       |       |                     |                     |                          |                          |       |       |                    |

### Selección de Ecuador
Actualizado al último partido jugado el 5 de octubre de 2017.
| Selección                                                                                   | Año   | Eliminatorias | Eliminatorias | Continental(1) | Continental(1) | Mundial(2) | Mundial(2) | Amistosos | Amistosos | Total | Total | Media goleadora |
| Selección                                                                                   | Año   | Part.         | Goles         | Part.          | Goles          | Part.      | Goles      | Part.     | Goles     | Part. | Goles | Media goleadora |
| ------------------------------------------------------------------------------------------- | ----- | ------------- | ------------- | -------------- | -------------- | ---------- | ---------- | --------- | --------- | ----- | ----- | --------------- |
| Absoluta · Ecuador                                                                          |       |               |               |                |                |            |            |           |           |       |       |                 |
| 2010                                                                                        | —     | —             | —             | —              | —              | —          | 7          | 0         | 7         | 0     | 0.00  |                 |
| 2011                                                                                        | 1     | 0             | 3             | 0              | —              | —          | 5          | 2         | 9         | 2     | 0.22  |                 |
| 2012                                                                                        | 2     | 0             | —             | —              | —              | —          | —          | —         | 2         | 0     | 0.00  |                 |
| 2013                                                                                        | 0     | 0             | —             | —              | —              | —          | 1          | 0         | 1         | 0     | 0.00  |                 |
| 2014                                                                                        | —     | —             | —             | —              | 2              | 0          | 1          | 1         | 3         | 1     | 0.33  |                 |
| 2015                                                                                        | 0     | 0             | —             | —              | —              | —          | 1          | 0         | 1         | 0     | 0.00  |                 |
| 2016                                                                                        | 4     | 1             | 1             | 1              | —              | —          | 1          | 0         | 6         | 2     | 0.33  |                 |
| 2017                                                                                        | 1     | 0             | —             | —              | —              | —          | —          | —         | 1         | 0     | 0.00  |                 |
| Total                                                                                       | 8     | 1             | 4             | 1              | 2              | 0          | 16         | 3         | 30        | 5     | 0.16  |                 |
| Total                                                                                       | Total | 8             | 1             | 4              | 1              | 2          | 0          | 16        | 3         | 30    | 5     | 0.16            |
| (1) Incluye datos de Copa América (2011, 2016). (2) Incluye datos de Copa del Mundo (2014). |       |               |               |                |                |            |            |           |           |       |       |                 |

## Palmarés

### Títulos nacionales
| Título           | Club            | Sede    | Año  |
| ---------------- | --------------- | ------- | ---- |
| Serie A          | S. D. Quito     | Ecuador | 2009 |
| Serie A          | Barcelona S. C. | Ecuador | 2012 |
| Primera División | C. América      | México  | 2014 |
| Serie A          | Barcelona S. C. | Ecuador | 2020 |

### Campeonato provincial
| Título                       | Club             | País    | Año  |
| ---------------------------- | ---------------- | ------- | ---- |
| Segunda Categoría del Guayas | Naranja Mekánica | Ecuador | 2023 |

### Títulos internacionales
| Título            | Club       | Sede   | Año  |
| ----------------- | ---------- | ------ | ---- |
| Liga de Campeones | C. América | México | 2015 |
| Liga de Campeones | C. América | México | 2016 |
| Copa Libertadores | Grêmio     | Brasil | 2017 |

### Distinciones individuales
| Distinción                            | Año  |
| ------------------------------------- | ---- |
| Once Ideal del Campeonato Ecuatoriano | 2012 |